# بیلیک نوب (ویرجینیای غربی)
بیلیک نوب (به انگلیسی: Beelick Knob) یک منطقهٔ مسکونی در ایالات متحده آمریکا است که در شهرستان فایت، ویرجینیای غربی واقع شده‌است. بیلیک نوب ۷۴۴٫۹۴ متر بالاتر از سطح دریا واقع شده‌است.